# Il generale di Roma
Il generale di Roma (False God of Rome) è un romanzo storico di Robert Fabbri, ed è il terzo capitolo della saga Il destino dell'imperatore, che ha come protagonista Tito Flavio Vespasiano.  Uscito nel 2013, è stato poi pubblicato in Italia nel 2014.
Il titolo originale, letteralmente Il falso dio di Roma, è un chiaro riferimento all'imperatore Caligola, che si proclamò divinità in terra mentre ancora regnava (a differenza di Augusto e Tiberio che furono divinizzati e adorati solo dopo la morte). La trama verte quindi essenzialmente sull'ascesa di Caligola.
Il romanzo inizia con una dedica dell'autore alla sua compagna, la persona che più lo ha spronato a cominciare la sua nuova carriera di scrittore di romanzi storici, e a cui Fabbri fa pubblicamente una proposta di matrimonio.

## Trama
Anno 34 d. C. 
Vespasiano ha venticinque anni ed è stato nominato questore nella provincia romana di Creta e Cirene. L'incarico non gli piace molto, quindi non vede l'ora di tornare a Roma al termine del suo mandato; lì sarà nominato senatore. L'unica nota positiva è la presenza del suo vecchio amico Magno e la conoscenza di una bellissima donna che gli ruba il cuore: Flavia Domitilla. Quest'ultima lo coinvolge in un'avventura pericolosa: una missione di salvataggio nei deserti del Nord Africa. Contro ogni logica, pur di conquistarla, il ragazzo accetta e si ritrova a dover affrontare nuove insidie, si fa nemici potenti, ma conosce anche amici sinceri. Tornato a Cirene dovrà sedare una rivolta, causata dalla carestia e da dissidi religiosi, ed infine scoprirà che la donna è fuggita per sopravvivere ai disordini.
Tornato a Roma, l'anno dopo, si rimette al servizio della sua matrona, Antonia, che lo coinvolge in una congiura di palazzo per eliminare un vecchio nemico. Nel 37 d. C. l'imperatore Tiberio muore e Caligola, nipote di Antonia e vecchio amico di Vespasiano, è il nuovo Cesare. L'imperatore, pazzo e assetato di potere, si rivela peggiore del predecessore. Antonia, sconvolta per aver sostenuto per anni questo indegno nipote nella scalata al potere, si toglie la vita, ma prima libera Cenis, la sua schiava ed amante di Vespasiano.
Vespasiano, ora al servizio di Caligola, viene coinvolto in una nuova missione che, se non gestita nel migliore dei modi, può causare una terribile rivolta contro l'impero romano. L'incarico è di recarsi ad Alessandria d'Egitto e rubare la corazza di Alessandro Magno (considerata una reliquia sacra dalla popolazione greca ed egizia). Ad Alessandria Vespasiano ritrova Flavia e, conclusa la missione, realizza il progetto che aveva fatto anni prima, cioè sposarla pur mantenendo Cenis come sua amante.
Al ritorno a Roma si verifica infine un increscioso tradimento, che arreca profonda vergogna alla famiglia dei Flavi. Vespasiano si trova così ad un bivio, perché deve scegliere tra la lealtà verso la sua famiglia e quella che deve al suo imperatore.
Il libro è diviso in un prologo, ambientato a Gerusalemme nel 33 d.C., e di cinque parti:
1. Cirenaica, novembre del 34 d.C.
2. Roma, luglio del 35 d.C.
3. Roma, marzo del 37 d.C.
4. Alessandria, luglio del 38 d.C.
5. Roma e la baia di Napoli, agosto del 38 d.C.

## Personaggi
- Vespasiano: protagonista della serie; in questo romanzo è prima questore, poi senatore e pretore di Roma.
- Sabino: fratello di Vespasiano. In questo romanzo è inizialmente questore in Siria e successivamente prefetto a Roma.
- Tito: padre dei due protagonisti.
- Vespasia: madre dei due protagonisti.
- Gaio Vespasio Pollone: zio materno dei protagonisti, in quanto fratello di Vespasia. Senatore romano.
- Flavia Domitilla: bellissima donna che colpisce Vespasiano. Dopo alterne vicende i due si sposano. Pur essendo a conoscenza del fatto che Vespasiano ha da sempre un'amante che ama perdutamente e che non può sposare solo per colpa di una legge ingiusta, non ne è affatto gelosa. La sua arroganza ed il suo egocentrismo, ingiustificate per via delle sue origini non nobili, per molti versi ricordano la madre di Vespasiano.
- Magno: capo della Fratellanza dei Crocevia, è amico e alleato di Vespasiano.
- Ziri: guerriero dei Garamanti, diverrà servo di Magno, che lo ha catturato in battaglia e risparmiato.
- Corbulone: tribuno romano e amico di Vespasiano. Aristocratico arrogante ma fedele a Roma, si ritroverà coinvolto in un omicidio politico.
- Antonia: cognata di Tiberio e nonna del nuovo imperatore Caligola. Tradita dal nipote si toglie la vita, libera Cenis e chiede a Vespasiano di mettersi al servizio di suo figlio, il futuro imperatore Claudio.
- Cenis: fedele serva di Antonia; morta la sua padrona diventa una liberta e porta il nome di Antonia Cenis. Amante di Vespasiano.
- Pallade: fedele servo di Antonia, poi liberto di suo figlio Claudio.
- Narciso: fedele liberto di Claudio e suo principale consigliere politico.
- Tiberio: Imperator di Roma, erede di Augusto. In questo libro, si sa solo come notizia, che è deceduto, e che il trono è passato a Caligola.
- Caligola: un tempo conosciuto come Gaio, e amico di Vespasiano durante il soggiorno di lui e del suo seguito a Roma, diverrà Imperator, ma ben presto viene sopraffatto la follia, e tradirà persino Vespasiano, i suoi amici e i compagni del passato, costringendoli tutti a una decisione ardua.
- Poppeo: politico romano, egoista, arrogante e molto ambizioso. In questo romanzo, al termine di una congiura di palazzo, trova la morte. Il suo assassinio (mai accaduto nella realtà storica) sarà citato ancora nei seguiti del romanzo.
- Claudio: zoppo, balbuziente, considerato da tutti un idiota, è il figlio di Antonia. Da questo romanzo in poi comincia a ricoprire un ruolo più importante, mentre nei romanzi precedenti era solo menzionato o faceva brevissime apparizioni. Brama nell'ombra per diventare imperatore.

## Edizioni
- Robert Fabbri, Il generale di Roma, traduzione di Giampiero Cara, Newton Compton, 20 febbraio 2014,  p. 427, ISBN 978-88-541-6075-0.

- Robert Fabbri, Il generale di Roma, traduzione di Giampiero Cara, tascabile, n. 190, Gli Insuperabili, Newton Compton, 14 gennaio 2016,  p. 414, ISBN 978-88-541-8616-3.

- Robert Fabbri, Il generale di Roma, traduzione di Giampiero Cara, Newton Compton, 3 febbraio 2022,  p. 384, ISBN 978-88-227-6188-0.